# I Love Sarah Jane
 (novembre 2010).
Si vous disposez d'ouvrages ou d'articles de référence ou si vous connaissez des sites web de qualité traitant du thème abordé ici, merci de compléter l'article en donnant les références utiles à sa vérifiabilité et en les liant à la section « Notes et références ».
Pour plus de détails, voir Fiche technique et Distribution.
I love Sarah Jane est un court métrage australien réalisé par Spencer Susser, sorti en 2008.
L'histoire présente un jeune garçon de 13 ans nommé Jimbo qui s'aventure sur le terrain de l'amour dans un monde post-apocalyptique.

## Synopsis
Dans un monde post-apocalyptique où les zombies ont envahi les rues, Jimbo est amoureux de la belle Sarah Jane. Il est prêt à tout pour lui parler, y compris rester à distance de ses amis qui, pour leur part, font la chasse aux morts-vivants. Si le combat pour la survie n'est pas gagné, Jimbo aura peut-être ses chances avec la fille qu'il aime…

## Fiche technique
- Réalisation : Spencer Susser
- Scénario : David Michôd, Spencer Susser
- Musique : Michael Lira[1]
- Photographie : Adam Arkapaw[1]
- Production : Angie Fielder[2]
  - Production déléguée : Mike Seymour, Nash Edgerton et Spencer Susser[2]
- Sociétés de production : Aquarius Films, Blue-Tongue Films, Last Picture Company
- Format : 2,35:1
- Durée : 14 minutes
- Dates de sortie :
  -  France : février 2008 au Festival international du court-métrage de Clermont-Ferrand
  -  Australie : 6 juin 2008 au festival du film de Sydney

## Distribution
- Brad Ashby : Jimbo
- Mia Wasikowska : Sarah Jane
- Vladimir Matovic : Joey
- Beau South : Rory
- Peter Yacoub : Gram
- Richard Mueck : le zombie

## Autour du film
- I love Sarah Jane a été présenté dans beaucoup de festivals à travers le monde, notamment :
  - au festival du film de Sundance, en janvier 2008[3],[2],
  - au festival international du court-métrage de Clermont-Ferrand, en février 2008[2]
  - au festival du film indépendant de Boston, en avril 2008,
  - au festival international du film d'Arizona (en), en avril 2008
  - au festival du film de Sarasota, en avril 2008,
  - au festival du film de Nashville, en avril 2008
  - au festival international du film de Seattle, en mai 2008,
  - au festival Pris de courts à Paris, en juin 2008,
  - au KurzFilmFestival à Hambourg, en juin 2008,
  - au Jackson Hole Film Festival, en juin 2008,
  - au festival du film de Sydney, en juin 2008,
  - au festival international du film d'Édimbourg, en juin 2008,
  - au festival international du film de Cine Jove à Valence, en juin 2008,
  - au festival international du film de Los Angeles, en juin 2008,
  - au Space4 shorts film festival, en Angleterre, en juin 2008,
  - au festival du film de Juste pour rire, en juillet 2008,
  - au festival international de cinéma Expresión en Corto, en juillet 2008,
  - au festival international du film de Melbourne, en juillet 2008
  - au Alt.Pictureshows, à San Diego, en août 2008,
  - au Forlì Sedicicorto Film Festival, en Italie, en octobre 2008[4],
  - au festival du film court de Prague, en novembre 2008,
  - à L'Étrange Festival, à Lyon, en mars 2010[5],
  - au Fantasy Filmfest (en) de Berlin, en août 2010,
  - au Augsburg Filmtage, en Allemagne, en avril 2011[6].

## Distinctions

### Récompenses
- 2008 : Prix Canal+ au festival international du court-métrage de Clermont-Ferrand[7]
- 2008 : Reel Frontier Merit Award au festival international du film d'Arizona[7]
- 2008 : Best Narrative Short au festival du film de Nashville[7]
- 2008 : Premio Nova Cinemas per la creativtà au festival international du film de Melbourne[8]